# What Love Is
What Love Is è un singolo del cantante estone Uku Suviste, pubblicato il 3 dicembre 2019 su etichetta discografica DTC Music.
Scritto dallo stesso cantante con Sharon Vaughn, il 29 febbraio 2020 brano ha vinto Eesti Laul, guadagnando il diritto a rappresentare l'Estonia all'Eurovision Song Contest 2020 a Rotterdam, nei Paesi Bassi.

## Tracce
1. What Love Is – 3:00

## Classifiche
| Classifica (2020) | Posizione massima |
| ----------------- | ----------------- |
| Estonia           | 14                |